# Sphenorhina imperans
Sphenorhina imperans är en insektsart som först beskrevs av Fowler 1897.  Sphenorhina imperans ingår i släktet Sphenorhina och familjen spottstritar. Inga underarter finns listade i Catalogue of Life.